# Halil Altıntop
Halil Altıntop (Gelsenkirchen, Alemania, 8 de diciembre de 1982) es un exfutbolista y entrenador turco-alemán. Jugaba de mediocampista ofensivo o delantero centro. Actualmente trabaja en el Bayern de Múnich como jefe de talentos. 
Por su nombre, puede ser confundido con el también exfutbolista Hamit Altıntop, su hermano gemelo.

## Biografía
Aunque Halil nació en Alemania, es hijo de inmigrantes turcos y por ello juega para la Selección de fútbol de Turquía junto a su hermano gemelo Hamit Altıntop.
Su carrera como jugador de fútbol inició en el club SG Wattenscheid 09, en 2003 logró fichar por el FC Kaiserslautern. Donde jugó durante 3 temporadas; al final de la temporada 2005-2006 su equipo desciende a segunda división, aun así Altıntop consigue marcar 20 goles en 34 partidos. La siguiente temporada Halil ficha por el FC Schalke 04 equipo en el cual militaba también su hermano gemelo Hamit. Desde 2010 y 2011 jugaba en el Eintracht Frankfurt.
Halil Antintop ha disputado 236 partidos de la Bundesliga, en las filas del Schalke, del Kaiserslautern y finalmente del Eintracht, y ha marcado un total de 47 goles.

### Selección nacional
Ha sido internacional con la Selección de fútbol de Turquía en 38 partidos internacionales y ha anotado ocho goles.

## Clubes

### Jugador
| Club                 | País            | Año         | Partidos | Goles |
| -------------------- | --------------- | ----------- | -------- | ----- |
| SG Wattenscheid 09   | Alemania        | 2000 - 2003 | 81       | 38    |
| 1. FC Kaiserslautern | Alemania        | 2003 - 2006 | 91       | 28    |
| Schalke 04           | Alemania        | 2006 - 2010 | 96       | 16    |
| Eintracht Frankfurt  | Alemania        | 2010 - 2011 | 49       | 3     |
| Trabzonspor          | Turquía         | 2011 - 2013 | 61       | 13    |
| F. C. Augsburgo      | Alemania        | 2013 - 2017 | 115      | 20    |
| Slavia Praga         | República Checa | 2017 - 2018 | 8        | 1     |
| 1. FC Kaiserslautern | Alemania        | 2018        | 14       | 1     |

### Entrenador
| Club                                  | País     | Año         |
| ------------------------------------- | -------- | ----------- |
| VfB Stuttgart (entrenador individual) | Alemania | 2018 - 2019 |
| Schwaben Augsburg                     | Alemania | 2019 - 2020 |
| FC Bayern (Sub-16) (2.º entrenador)   | Alemania | 2020 - 2021 |
| FC Bayern (Sub-17)                    | Alemania | 2021 - Act. |

## Palmarés

### Torneos nacionales
| Título                     | Club         | País            | Año  |
| -------------------------- | ------------ | --------------- | ---- |
| Copa de la República Checa | Slavia Praga | República Checa | 2018 |